# Silacida
Silacida là một chi bướm đêm thuộc họ Noctuidae.